# Сезимово Усти
Сезимово Усти (чеш. Sezimovo Ústí) град је у Чешкој Републици. Град се налази у управној јединици Јужночешки крај, у оквиру којег припада округу Табор.

## Становништво
Према подацима о броју становника из 2014. године град је имао 7.287 становника.